# Na krawędzi nieba
Na krawędzi nieba (niem. Auf der anderen Seite) – niemiecko-turecko-włoski dramat filmowy z 2007 roku w reżyserii Fatiha Akına.

## Obsada
- Nurgül Yeşilçay – Ayten „Gül” Öztürk
- Baki Davrak – Nejat Aksu
- Tuncel Kurtiz – Ali Aksu
- Hanna Schygulla – Susanne Staub
- Patrycja Ziółkowska – Charlotte ‘Lotte’ Staub
- Nursel Köse – Yeter / Jessy
- Lars Rudolph – Markus Obermüller